# カミーユ・クローデル
カミーユ・クローデル（クロデルとも、仏:Camille Claudel（発音例）、1864年12月8日 - 1943年10月19日）は、フランスの彫刻家。劇作家・詩人・外交官のポール・クローデルは弟。

## 生涯
1864年、エーヌ県のフェール＝アン＝タルドノワにて、父ルイ＝プロスペル・クローデルと母ルイーズの間に3人姉弟の長女として生まれる。実際にはカミーユの前にも子が生まれていたが、皆生まれて間もなく夭折したため、実質的な長子であった。母はその後生まれた次女に自分と同じ名前を与えて溺愛しカミーユを疎んじたため、主に父親が彼女の面倒を見た。カミーユは幼少の頃から彫刻に親しみ、卓越した技術と才能を発揮していく。そしてまた類まれなる美貌をも持っていた。彫刻家アルフレッド・ブーシェに才能を評価され、エコール・デ・ボザールへの進学を目指すが、当時のボザールは女子への入学枠がなく、仕方なく別の女子枠のある学校へ入る。1881年に父を残して一家はパリに移住する。
19歳の時に彫刻家オーギュスト・ロダンの弟子となる。時にロダン42歳。2人は次第に愛し合うようになるが、ロダンには内妻ローズがいたため三角関係となる。その関係はその後15年にわたって続いていく。
ローズは大きな心の安らぎの存在であり、カミーユは若さと美貌と才能に満ち溢れた刺激的な存在であったため、ロダンは2人のどちらかを選ぶことができず、中途半端な関係を続けた。その中でカミーユは20代後半にロダンの子を妊娠するが、彼は産むことを認めず中絶、多大なショックを受ける。やがて2人の関係は破綻を迎え、ロダンはローズのもとへ帰っていった。芸術と私生活の両面でロダンを支えてきたにもかかわらず、裏切られた形となったカミーユは、1905年頃を境に徐々に精神不安定となり、多くの作品を破壊した。翌1906年に弟ポールが結婚して外交官として任地の上海へ向かった後は、自分のアトリエに引きこもるようになった。1913年、唯一の理解者であった父ルイが亡くなった事で心の支えを完全に失い、統合失調症を発症する。
1913年3月10日、弟ポールによってパリ郊外のヌイイ＝シュル＝マルヌにあるヴィル・エヴラール精神病院に強制入院させられた。その後第一次世界大戦の影響で南仏ヴォクリューズ県のアヴィニョン近郊にあったモンデヴァーギュ精神病院に転院し、以降生涯をそこで過ごした。母ルイーズはカミーユを嫌い、娘の芸術にも理解を示さず、彼女もまた母を憎んだため、2人の間には生涯確執が消えることはなかった。そのためルイーズが病院へ見舞いに行くことは1929年に死去するまで一度もなく、妹ルイーズも1度行っただけで、定期的に見舞ったのはポールだけであった。しかし、彼も姉を退院させることは決して許可せず、見舞いも数年に一度となった。
入院後は創作することはなく、誰とも口を聞いたり知り合おうともせず、一人自分の世界に閉じこもった。後年は毎朝決まって病院構内の礼拝堂に向かい祈った。また、ロダンや母への憎悪と周囲の患者を見下すことで、かろうじて精神の安定を保った。みすぼらしい身なりで痩せこけ、精彩を欠いた晩年の姿に面会したポールは愕然としたという。第二次世界大戦中の1943年、家族に看取られることなく亡くなった。78歳没。故郷に帰ることを終生願ったが、叶うことはなかった。
現在は破壊を免れた約90の彫像、スケッチ、絵画が現存ししている。死後の1951年、ポールはロダン美術館で彼女の作品の展示を行った。
2017年、カミーユが10代の頃を過ごしたノジャン＝シュル＝セーヌに「カミーユ・クローデル美術館」が開設された。

## 作品
- 『ビスマルク』(12歳頃の習作)
- 『分別盛り』(代表作)
- 『ワルツ』「シャクンタラー」
- 『幼い女城主』
- 『心からの信頼』
- 『骨をしゃぶる犬』
- 『物思い』
- 『嘆願する女』
- 『おしゃべりな女たち』
- 『ポール・クローデル42歳の胸像』
- 『オーギュスト・ロダンの胸像』
- 『年老いたエレーヌ』
- 『ペルセウスとゴルゴン』
- 『泡』
- 『クロト』
- 『束を背負った若い娘』

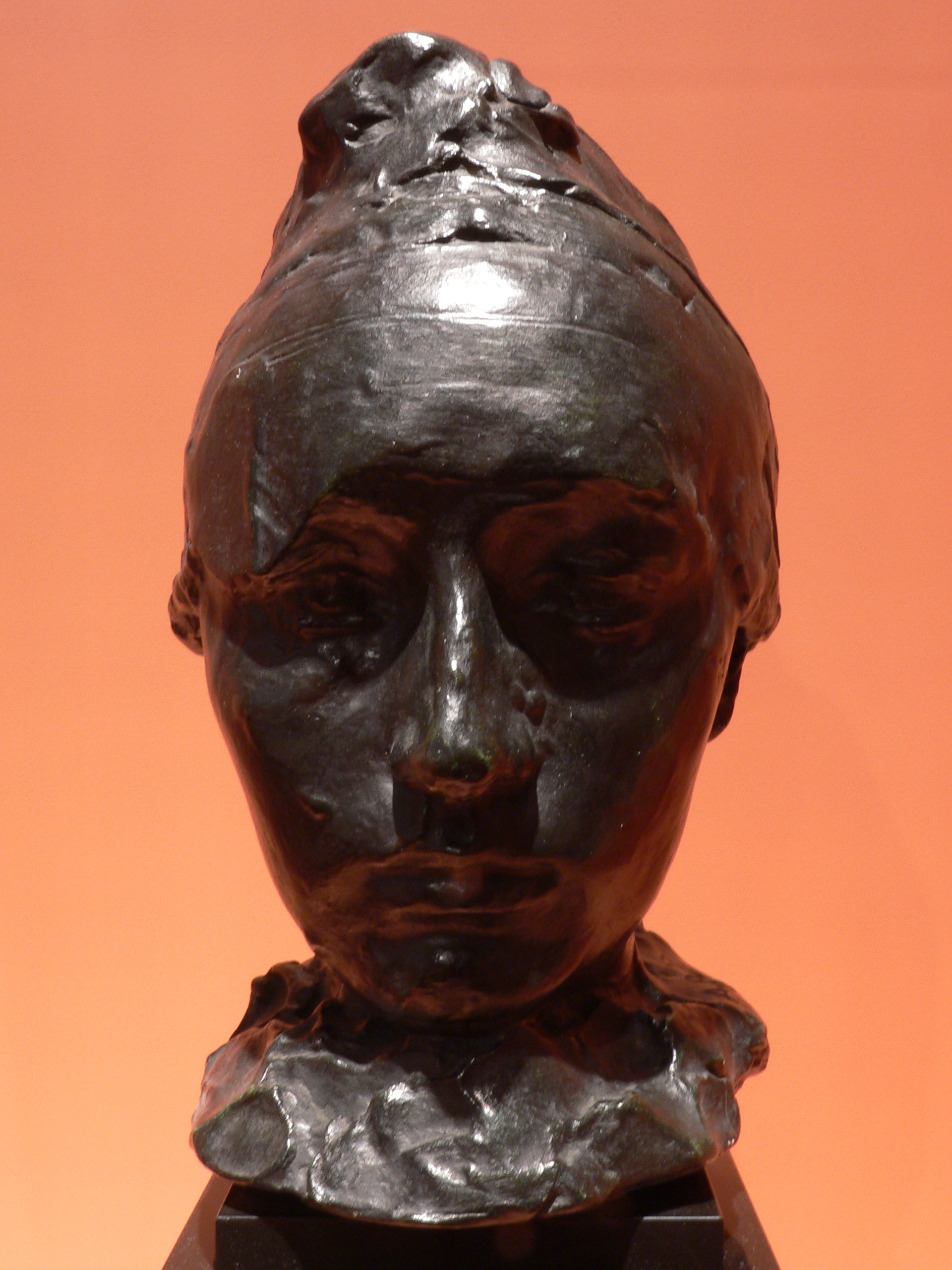
カミーユの頭像（ロダン作、1886年）

- 『波』:葛飾北斎の「冨嶽三十六景　神奈川沖浪裏」にインスピレーションを受けて彫刻[1]

## 日本語文献
日本での映画『カミーユ・クローデル』公開に合わせて多くの文献が刊行され、紹介が本格化した。また1987年と2006年に展覧会が開催された。
- レーヌ＝マリー・パリス（なだいなだ、宮崎康子訳）『カミーユ・クローデル 1864-1943』（みすず書房 1989年） - 映画の原作。著者はポール・クローデルの孫である。
- レーヌ＝マリー・パリス、エレーヌ・ピネ共著（湯原かの子監修、南條郁子訳）『カミーユ・クローデル 天才は鏡のごとく』（創元社〈「知の再発見」双書〉 2005年）
- アンヌ・デルベ（渡辺守章ほか訳）『カミーユ・クローデル』（文藝春秋 1989年）
- 湯原かの子『カミーユ・クローデル 極限の愛を生きて』（朝日新聞社 1988年、朝日文庫 1992年）
- 米倉守『ふたりであること 評伝カミーユ・クローデル』（講談社 1991年）
- ポール・クローデル（山崎庸一郎訳）『眼は聴く』（みすず書房 1995年） - 姉への回想がある。

## カミーユ・クローデルを扱った作品
- 映画
  - 『カミーユ・クローデル』 - 1988年のフランス映画。イザベル・アジャーニがカミーユ、ジェラール・ドパルデューがロダンを演じた。
  - 『カミーユ・クローデル ある天才彫刻家の悲劇』 - 2013年のフランス映画。1988年の映画がカミーユの前半生を中心に描いたのに対して、この作品では後半生をジュリエット・ビノシュが演じている。
  - 『ロダン カミーユと永遠のアトリエ』 - 2017年のフランス映画。ロダンの没後100年を記念して製作された伝記映画。イジア・イジュラン（フランス語版）がカミーユを演じた。
- 舞台作品
  - 『カミーユ・クローデル』 - 2004年作の創作舞。京都在住の日本舞踊家西川千麗が20年来取り組んできたもの。2007年に披露され、カミーユの縁者たちに「この美しさなら本人も幸せ」と喜ばれた。
  - 『カミーユ・クローデル（英語版）』 - 2003年初演のアメリカのミュージカル。日本版『GOLD〜カミーユとロダン〜』初演は2011年、カミーユが新妻聖子、ロダンが石丸幹二。
- バラエティ
  - 『夢用絵の具』 - NHKのバラエティ番組。「ブロンズ色」の回でカミーユ・クローデルの生涯を弟ポール（声 - 古谷徹）のモノローグ風のナレーションで紹介された。
  - 『開運!なんでも鑑定団』- テレビ東京の番組。2024年12月3日放送分で、1990年にパリ造幣局が、遺族のレーヌ＝マリー・パリスが所持していた『ワルツ』の石膏原型を基に、18Kで8体を復刻させた内の1つが、依頼品として登場。